# جامع الصليبة (اللاذقية)
جامع الصليبة يقع في حي الصليبة في مدينة اللاذقية. سمي بهذا الاسم نسبة للحي الذي يقع فيه، لا يُعلم تاريخ بنائه على وجه التحديد، ولكن ثمة وثيقة رسمية (فرمان سلطاني) تشير إلى تعيين خطيب ومدرس لهذا المسجد، تاريخها يعود إلى 1162 هـ / 1749 م.

## الوصف المعماري
هو عبارة عن كتلتين معماريتين الأولى حديثة وتدعى حرم الموضيء والأخرى قديمة تدعى بالحرم الداخلي فالكتلة الأولى فراغ سماوي مربع الشكل فيما تغطى باقي المساحة ببلاطة بيتونية محمولة على أربع ركائز لها هيئة أقواس تستند على أربعة أعمدة بيتونية مستطيلة المقطع إضافة إلى بلاطة بيتونية على جسور متقاطعة تمتد على أربعة أعمدة دائرية المقطع.
أما الحرم الداخلي للجامع فهو مسقوف بأربع قباب دائرية القاعدة مرتفعة محملة على أقواس ترتكز أربعة منها على عمود دائري فيما تتداخل الأقواس الباقية مع كتلة الجدران الحاملة لها ويمكن تمييز قسمين في المئذنة داخلي على شكل مستطيلات متوازية وخارجي يشكل جسم الحرم وهو عبارة عن اسطوانة مقسمة إلى ثلاثة أجزاء اثنان منها متساوية الارتفاع في حين تظهر في القسم الأخير من الجزء الثاني اشكال هندسية.
ويستند الجزء الثالث على مقرنصات حجرية ويمكن تقسيمه إلى ثلاثة أجزاء أيضا منها ما هو خشبي مفرغ بهيئة نوافذ وقسم مضلع حجري ذو عشرة اضلاع يستند مباشرة على اسطوانة مقطعية وآخر عبارة عن قبة كروية صغيرة وهي القسم الأخير من المئذنة.